# Sockington

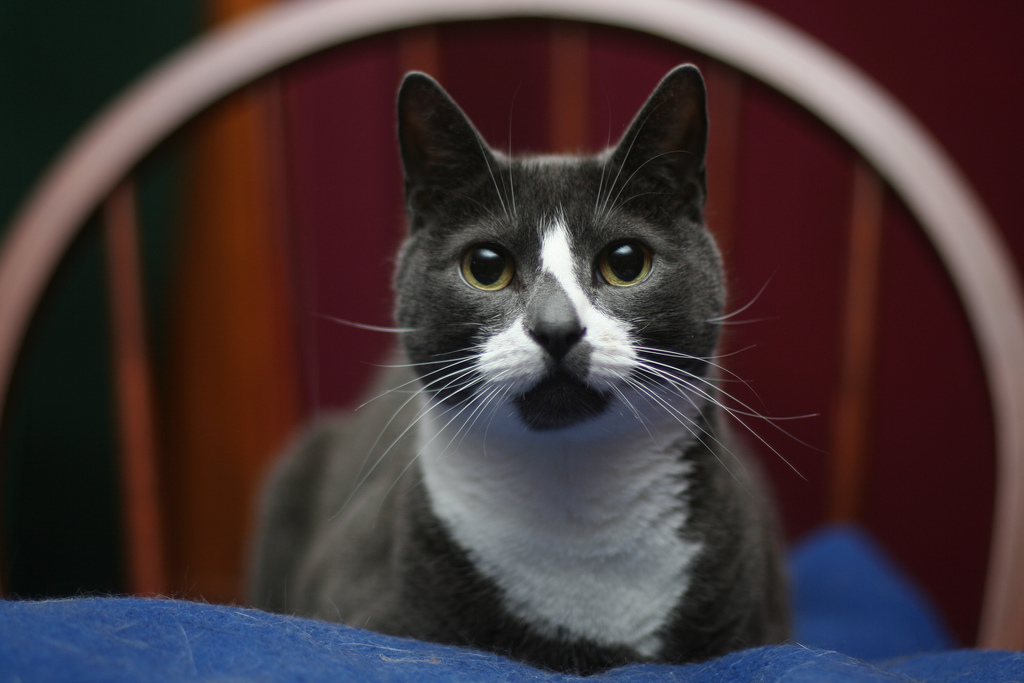
Foto de Sockington.

Sockington é um gato doméstico que vive em Waltham, Massachusetts. Ele ganhou fama através da rede social Twitter. Seu proprietário, Jason Scott, um historiador, posta com frequência mensagens na conta de Sockington na rede social desde o final de 2007. A partir de maio de 2010,a conta de Sockington tinha mais de 1.500.000 seguidores, muitos dos quais são contas de animais.
Sockington é um gato cinza e branco, e sua verdadeira idade é desconhecida, foi encontrado em uma da estação de metrô, na cidade de Boston em 2004.